# El Sombrerito, Michoacán de Ocampo
El Sombrerito är en ort i Mexiko.   Den ligger i kommunen Contepec och delstaten Michoacán de Ocampo, i den sydöstra delen av landet, 130 km väster om huvudstaden Mexico City. El Sombrerito ligger 2 320 meter över havet och antalet invånare är 108.
Terrängen runt El Sombrerito är kuperad åt nordväst, men åt sydost är den platt. Runt El Sombrerito är det ganska tätbefolkat, med 96 invånare per kvadratkilometer. Närmaste större samhälle är El Oro de Hidalgo, 16,6 km sydost om El Sombrerito. Trakten runt El Sombrerito består till största delen av jordbruksmark.